# نیم (شهر)

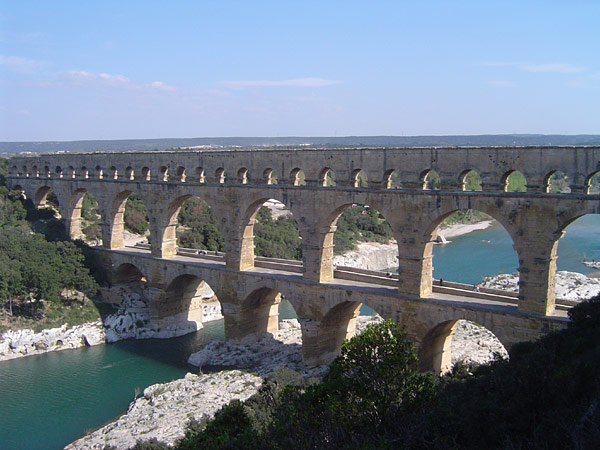
نیم

نیم(به فرانسوی:Nîmes)یک شهر بزرگ در جنوب فرانسه است.. جمعیت آن در سال ۲۰۱۷ میلادی ۱۵۰۶۱۰ نفر بوده‌است. قدمت این شهر به دو هزار سال قبل برمی‌گردد. این شهر آب و هوای مدیترانه ای دارد و در سال حدوداً ۲۰۰ روز آفتابی دارد. مهم‌ترین جاذبه‌های تاریخی و توریستی این شهر زیبا عبارت اند از:Pont du Gard, Arènes de Nîmes, Maison Carrée, Jardin de la Fontaine, و دو موزه بزرگ و اصلی این شهر Musée de la Romanité و Carré d'art می‌باشد. اکثر فعالیت‌های اقتصادی در این شهر در بخش توریسم و کشاورزی و شراب سازی می‌باشد. با توجه به وسعت و جمعیت نسبتاً کم ولی از امکانات کامل شهری مثل فرودگاه، ارتباط مستقیم ریلی به سیستم TGV قطارهای سریع‌السیر برخوردار است. معروف‌ترین فستیوال این شهر Féria de Nîmes می‌باشد. برای بازدید کامل از این شهر تاریخی نیاز به دو روز اقامت در آن دارید و در آخر اینکه این شهر خاستگاه اصلی شلوار جین آبی می‌باشد که در انگلیسی به The Denim تلفظ می‌شود.